# Toplița (Hunedoara)
Toplița é uma comuna romena localizada no distrito de Hunedoara, na região histórica da Transilvânia. A comuna possui uma área de 50.75 km² e sua população era de 806 habitantes segundo o censo de 2007.